# Haunsberg
Haunsberg är ett berg i Österrike.   Det ligger i förbundslandet Oberösterreich, i den centrala delen av landet, 250 km väster om huvudstaden Wien. Toppen på Haunsberg är 847 meter över havet, eller 304 meter över den omgivande terrängen. Bredden vid basen är 21,6 km.
Terrängen runt Haunsberg är platt åt sydväst, men åt nordost är den kuperad. Runt Haunsberg är det ganska tätbefolkat, med 239 invånare per kvadratkilometer.. Närmaste större samhälle är Salzburg, 13,4 km söder om Haunsberg.
Omgivningarna runt Haunsberg är en mosaik av jordbruksmark och naturlig växtlighet.